# Julia Jung
Julia Jung (Haiger, 4 ottobre 1979) è un'ex nuotatrice tedesca.

## Carriera
Fortemente specializzata nello stile libero, ha vinto due medaglie d'oro ai campionati europei del 1995.

## Palmarès
- Mondiali

Roma 1994: argento nella 4x200m stile libero.
- Mondiali in vasca corta

Rio de Janeiro 1995: argento nella 4x200m stile libero.
- Europei

Vienna 1995: oro negli 800m stile libero e nella 4x200m stile libero.
- Vincitrice della Coppa del Mondo delle distanze lunghe sl nel 1995